# Богдасаров, Николай Микиртичевич
Николай Микиртичевич Богдасаров (1868—?) — русский военный  деятель, полковник (1912). Герой Русско-японской войны, участник Первой мировой войны.

## Биография
В 1885 году после окончания гимназии в Санкт-Петербурге вступил в службу. В 1890 году после окончания  Тифлисского военного училища произведён в подпоручики и выпущен в 6-й Кавказский резервный батальон. В 1894 году произведён в поручики, в 1900 году в штабс-капитаны, в 1902 году после окончания Офицерской стрелковой школы произведён в капитаны.

С 1904 года участник Русско-японской войны, командовал ротой, был ранен. Высочайшим приказом от 27 января 1907 года за храбрость награждён Орденом Святого Георгия 4-й степени: 
За отличия в делах против японцев. В ночь с 3-го на 4-е октября 1904 года, при атаке 36-м Восточно-Сибирским стрелковым полком сильно укрепленной неприятельской позиции на сопке с деревом на реке Шахэ, он бросился со своей ротой на два ряда неприятельских окопов, оказавшихся на фланге полка, и, уничтожив численно превосходного неприятеля, содействовал успеху полка, а затем, заняв западный склон сопки с деревом и собрав 1-й батальон, где выбыли все офицеры, отбил три атаки японцев и удержал в своих руках занятый участок позиции
В 1909 году произведён в подполковники, в 1912 году в полковники, штаб-офицер Казанского 64-го пехотного полка.
С 1914 года участник Первой мировой войны, с 1915 года командир Углицкого 63-го пехотного полка. С 1915 года в резерве чинов при штабе Минского военного округа по болезни.

## Награды
- Орден Святой Анны 3-й степени с мечами и бантом (ВП 1905)
- Орден Святого Станислава 2-й степени с мечами (ВП 1906)
- Орден Святой Анны 4-й степени «За храбрость» (ВП 1906)
- Орден Святого Георгия  4-й степени (ВП 27.01.1907)
- Орден Святой Анны 2-й степени с мечами (1909; ВП 07.11.1916)
- Орден Святого Владимира 4-й степени с мечами и бантом (1914; ВП 30.07.1915)
- Орден Святого Владимира 3-й степени с мечами  (ВП 27.07.1915)